# 1989 у відеоіграх

## Події
- Operation Wolf (8-біт) і Speedball (16-біт) отримують звання гра року та Golden Joystick Awards.
- Atari Corp. випустила кишенькову консоль Lynx.
- Mattel, Inc. випустила контролер Power Glove для платформи NES.
- Nintendo випустила Game Boy, першу кишенькову консоль з картриджами.
- NEC's PC Engine виходить у Північній Америці під назвою TurboGrafx-16.
- Sega Mega Drive виходить у Північній Америці як Sega Genesis.

## Релізи
- 5 червня — Bullfrog Productions випустила гру Populous, яка стала одним з перших вдалих симуляторів бога.
- Namco випустила Winning Run, Rompers, Blast Off, які є продовженням Bosconian, Valkyrie No Densetsu, Dirt Fox, World Stadium'89, Finest Hour, Burning Force, Winning Run Suzuka GP, Four Trax, Dangerous Seed та Marvel Land.
- Maxis випустила Will Wright's SimCity, першу гру із всесвіту «Sim».
- Tengen випустила неліцензійну версію Tetris, яку було перейменовано після судового процесу з Nintendo.
- Вес Черрі створив гру «Косинка» — реалізацію пасьянсу «Косинка», а Роберт Доннер написав Minesweeper, які постачаються з кожною версією Microsoft Windows, починаючи з третьої.
- Brøderbund випустила першу гру з серії Prince of Persia.
- Techno Soft випустила Herzog Zwei (Mega Drive/Genesis), важдливу розробку для стратегій реального часу.
- Psygnosis випустила гру Shadow of the Beast, яка демонстурвала можливості платформи Amiga.
- 6 грудня — Strategic Studies Group випустила гру Warlords, одну з перших фентезійних покрокових стратегій.
- FASA випустили першу гру з відомої серії MechWarrior.
- Electronic Arts випускають John Madden Football для Apple II, першу із дуже популярних ігор про американський футбол. Це також перша велика футбольна гра, де команди з'являються у повному складі з 11 гравців. У цьому ж році видає комп'ютерну гру Indianapolis 500: The Simulation[en], яка вважається першим кроком від аркадних перегонів до симуляторів.
- Nintendo випускає Zelda Game & Watch.
- 20 квітня — Quixel випускає 007: Licence to Kill.
- Lucasfilm Games випускає Indiana Jones & The Last Crusade: The Graphic Adventure.
- California Dreams[en] випускає головоломку Blockout, яка є розвитком ідеї Тетрісу у тривимірний простір.
- 3D Realms видає сайд-скролер платформер Commander Keen in Goodbye, Galaxy[en].

## Індустрія
- Засновано Trinity Acquisition Corporation (у 1990 році перейменована на THQ)
- Nintendo судиться з Tengen за права на гру Тетріс. Tengen програла суд та перейменувала всі свої Tetris-ігри.
- Процес Nintendo проти Camerica Ltd. Nintendo подала до суду на фірму Camerica через патентні порушення, пов'язані з випуском картриджів Game Genie для NES. Camerica виграла справу.
- Виповняється 100 років існування Nintendo.
- Hasbro Inc. купує Coleco Industries Inc.

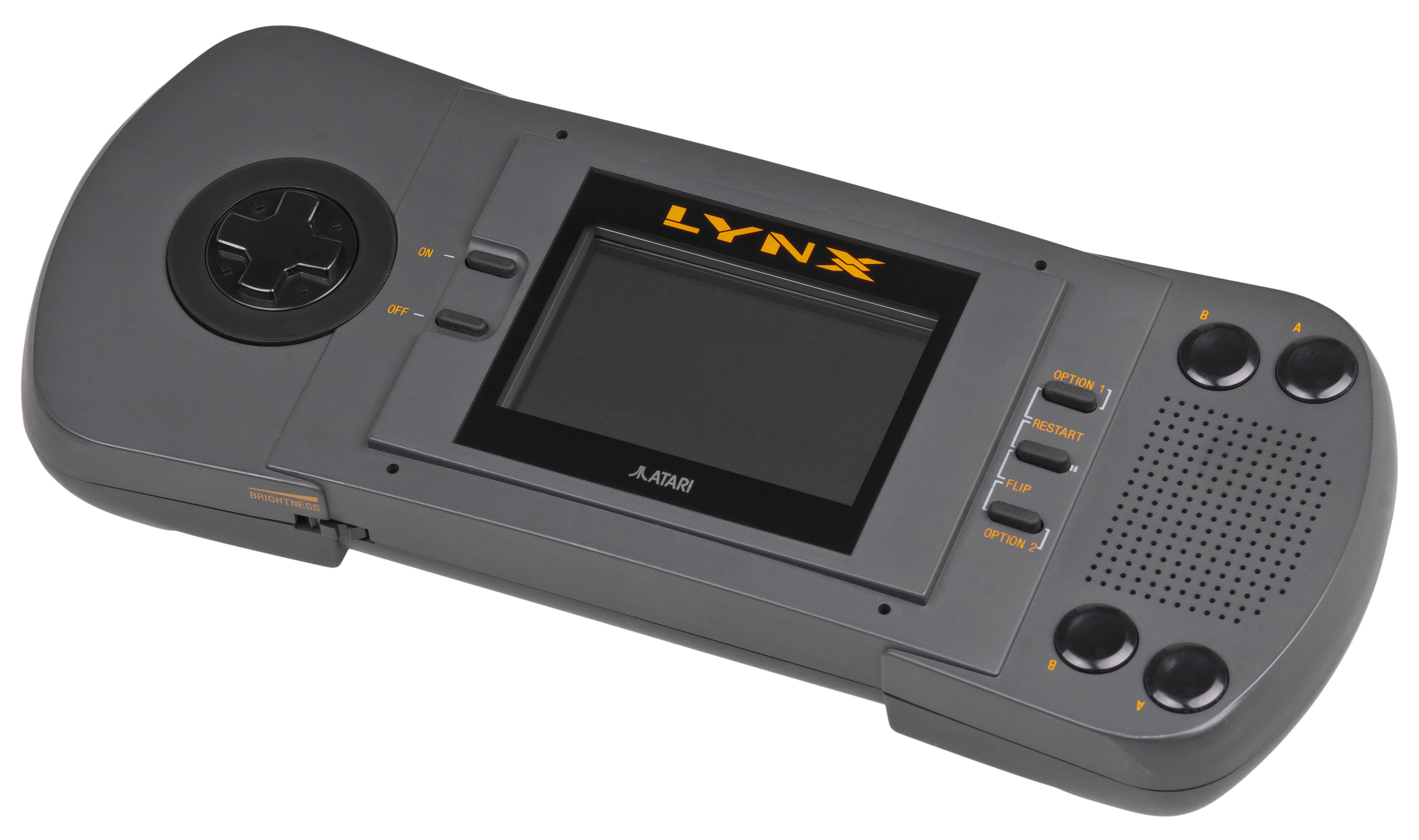
Кишенькову консоль Lynx
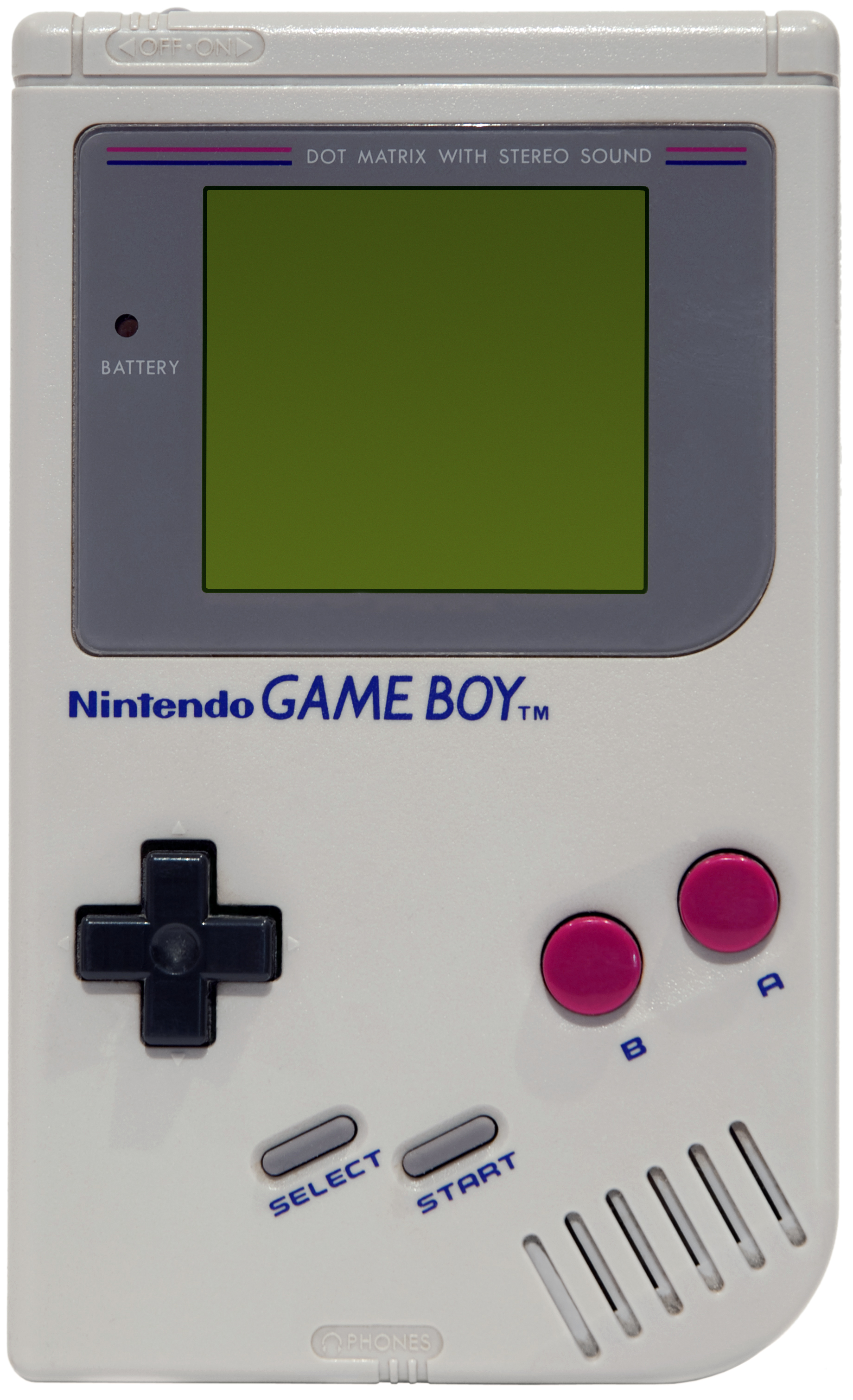
Game Boy - перша кишенькова консоль з картриджами